# Classe ATC J02
Une section de la Classification ATC.
J Anti-infectieux systémiques

## J02AAnti-mycotiques systémiques

### J02AA Antibiotiques
J02AA01 Amphotéricine B
J02AA02 Hachimycine

### J02ABDérivés Imidazoles
J02AB01 Miconazole
J02AB02 Kétoconazole
QJ02AB90 Clotrimazole

### J02ACDérivés Triazoles
J02AC01 Fluconazole
J02AC02 Itraconazole
J02AC03 Voriconazole
J02AC04 Posaconazole
J02AC05 Isavuconazole

### J02AX Autresanti-mycotiques systémiques
J02AX01 Flucytosine
J02AX04 Caspofungine
J02AX05 Micafungine
J02AX06 Anidulafungine